# Hieracium raddeanum
Hieracium raddeanum — вид рослин із родини айстрових (Asteraceae).

## Середовище проживання
Зростає у Євразії (Україна, Грузія, Вірменія, Азербайджан, Казахстан, Киргизстан, Таджикистан, Туркменістан, Сіньцзян).